# Слави Петров
Слави Петров (роден на 18 юли 1998 г.) е български футболист, вратар.[източник? (Поискан днес)]

## Кариера
Юноша на ЦСКА, играе като вратар, преминава през всички детски, юношески и младежки формации на тима. През сезон 2014/15 за пръв път е взет в групата на ЦСКА за мача с Литекс Ловеч, но не влиза в игра. През следващия сезон няколко пъти е в групата на ЦСКА, но отново не влиза в игра, но все пак печели купа на България за 2015/16 и Югозападната В група. През сезон 2016/17 изиграва 9 мача за втория състав на ЦСКА в Б група, като отново попада и в групата на първия отбор, но играе и за отбора на ЦСКА до 19 години. Паметен ще остане гола му срещу Левски в първенството до 19 години, когато им вкарва гол от врата на врата за победата с 2:0. През сезон 2017/18 отново попада неколкократно в групата на ЦСКА, но отново не прави дебют за ЦСКА. Започва 2018/19 в мъжкия отбор, след което в края на месец юли е даден под наем на Литекс Ловеч до края на 2018. В началото на 2019 се завръща в ЦСКА като веднага попада в групите за мачовете на тима. През лятото на 2019 договорът му с ЦСКА изтича и той напуска клуба, за да премине в редиците на Струмска слава Радомир. На 28 февруари 2020 подписва с Ком Берковица. В началото на юли 2020 акостира в Рилски спортист Самоков от Югозападна Трета лига. На 14 юни 2021 се присъединява към Добруджа Добрич от Втора лига. От началото на юли 2021 е футболист на Чавдар Етрополе като остава в тима до 18 януари 2024. В началото на февруари 2024 става играч на Левски Долна Баня.
Играе няколко мача в националния отбор на България до 19 години, но след скандал с треньора на тима е изваден от отбора.[източник? (Поискан днес)]